# Cruz de Bartolo
La Cruz del Bartolo (Creu del Bartolo en valenciano) es un monumento levantado a 690 metros sobre el nivel del mar cerca de la cumbre del "Pico del Bartolo" (en el Monte San Miguel dentro del Parque natural del Desierto de las Palmas), en el término municipal de Benicasim.
La actual cruz, que pesa alrededor de 90 Toneladas y mide 24 metros, fue bendecida por el obispo Cases Deordal el 12 de mayo de 1985.
La fiesta se celebra el último domingo de octubre, que fue cuando se inauguró la primera Cruz del Bartolo en 1902. 

## Historia

### Las cruces monumentales a inicios delsigloXX
A finales del siglo XIX la Iglesia Católica promueve diversas iniciativas para vivir con sentido espiritual el cambio de siglo. 
En 1896 se celebra en Italia el XIV Congreso Católico Italiano, en el que se promueve la construcción de grandes cruces entre 1900 y 1901. Al papa León XIII le gustó la idea tanto que pidió al Card. Domenico Maria Jacobini que lo promoviese a escala internacional. El 1 de noviembre de 1900 el mismo papa firmará la carta encíclica Tametsi futura prospicientibus sobre Jesucristo redentor al inicio del siglo XX, en la que, recogiendo los frutos del año jubilar, afirmaba: "A cada paso la Cruz nos sale al encuentro, como estandarte perpetuo y ejemplar para todos aquellos que real y verdaderamente, y no sólo de nombre, quieran seguir a Cristo".
Fruto de esta corriente también en España se construirán numerosas cruces monumentales.

### Primera Cruz del Bartolo

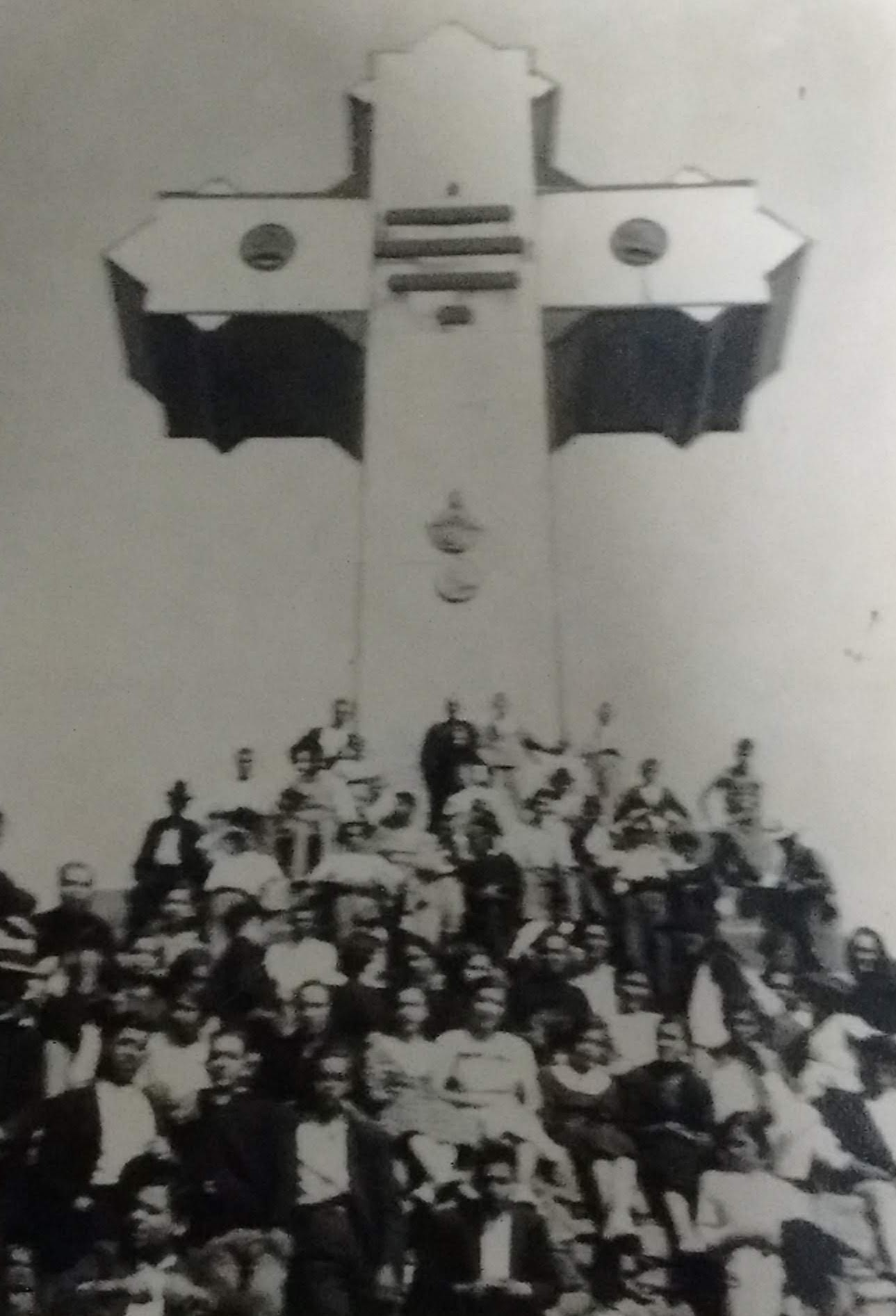
Peregrinos en la Cruz del Bartolo antes de 1936

El obispo de Tortosa, Mons. Pedro Rocamora, decidió unirse a esta iniciativa construyendo una cruz en el Desierto de las Palmas, en el término de Benicasim, que entonces pertenecía a su diócesis (hoy pertenece a la diócesis de Segorbe-Castellón.
La recaudación de fondos y el proyecto fue llevado adelante fundamentalmente por el clero. Para este efecto se editó un semanario llamado La Cruz, en cuyas páginas, además de artículos de fondo, se publicaban las listas de donativos que se recibían. En pocos años se recaudó la cantidad de 15.000 pesetas de la época, donadas por 12.317 personas.
El 17 de julio de 1901 se decidió edificar la cruz sobre la cumbre del monte San Miguel (más comúnmente conocido como "Bartolo" a causa de Fray Bartolomé de la Santísima Trinidad, que vivió allí en el siglo XVII). Además de la resistencia del suelo y de una posición idónea para la resistencia a los vientos, se buscaba que la cruz pudiera divisarse desde toda la provincia. Según el semanario La Cruz, citado por Pedro Asín, desde la cima del monte Bartolo se podían divisar "el Monsiá, las montañas de Denia, las islas de Mallorca, Menorca e Ibiza y las Columbretes, los montes de Oropesa, atalayas de Alcalá, Peñagolosa, Mola de Ares, Pueros de Beceite y Sierra de Espadán".
Las obras se le encargaron al ingeniero valenciano Bartle, que hizo un presupuesto de 10.000 pesetas. El escultor castellonense Tomás Viciano presentó los planos a inicios de marzo de 1901, y entre el 16 y 18 de marzo se construyó el armazón de hierro. En julio de 1901 terminó de construirse la cruz en los talleres y quedó preparada para ser trasladada a la cumbre del monte Bartolo. Tras adaptar el camino para el transporte de las piezas, en septiembre de 1901 se empezó a construir el pedestal de la cruz. Al cabo de un año, a finales de septiembre de 1902, la cruz ya estaba concluida. Fue bendecida el 26 de octubre de 1902 por el obispo de Tortosa, Mons. Rocamora.
La cruz estaba anclada en un pedestal escalonado de piedra labrada que medía tres metros de altura. La cruz estaba sostenida por una estructura de hierro cubierta de láminas metálicas y se elevaba 15 metros sobre el pedestal. La altura total era, pues, de 18 metros.
Esta cruz fue dinamitada el 17 de agosto de 1936, a los pocos días de iniciar la Guerra Civil. Sus restos todavía pueden verse junto a las antenas de telecomunicaciones del Bartolo y la ermita de San Miguel Arcángel. 

### La Cruz del Bartolo actual
En 1940 hubo un proyecto de construir una cruz monumental de 38 metros en el emplazamiento de la antigua cruz que, por diversos motivos, no se llevó a cabo.
Algunos años más tarde, Radiotelevisión Española construyó allí mismo un enorme repetidor. Sin embargo, cada cuarto domingo de octubre un grupo de castellonenses seguía subiendo en romería al monte Bartolo para conmemorar la construcción de la primera cruz. En 1983 Antonio López Salvador y Joaquín Almela Gual, participantes regulares de la romería anual, se determinaron a reconstruir la Cruz del Bartolo. Durante la comida que se tuvo en la fuente de san José al término de la romería de la fiesta de la Cruz de 1983, Joaquín Almela leyó un artículo que había publicado en el Castellón Diario el día 2 de ese mismo mes: "Ahora que vemos cómo ayuntamientos y otras corporaciones se dedican levantar ciertos monumentos desparecidos, me pregunto cómo nadie ha pensado en restituir al pueblo tan querido monumento (...) Aunque mucho me temo que este llamamiento caiga en saco roto, por razones que a nadie se le escapan. Más factible sería que fuésemos los católicos castellonenses, como en su primera construcción, los que nos propusiéramos levantar de nuevo la Cruz del Bartolo". El P. José María Alba Cereceda, S.I., fundador de los Misioneros de Cristo Rey y que presidió aquella romería, animó a los presentes a llevar adelante este proyecto. 
Pocos meses más tarde Antonio López y Joaquín Almela expusieron su idea al P. Maximiliano Herraiz, O.C.D., prior del convento del Desierto de las Palmas, al cual pertenecían los terrenos de la montaña. El 9 de febrero de 1984 un grupo de personas encabezadas por López y Almela crearon la junta gestora para la construcción de la Cruz del Bartolo, de la cual fue nombrada presidenta Virginia Gómez Artola, secretario, Joaquín Almela Gual, tesorero, Vicente Beltrán Trilles, y vocales, Agustín Ramos Tirado, José Agost Pascual, José María Tárrega Casañ (entonces alcalde de Benicasim), Antonio López Salvador, Francisco Sos Sancho, Antonio Porcar Ibars, Antonia Gozalbo Pascual, Francisca Ginés Escuder, Vicente Queral Sidro, Miguel Vilarroig Agost, José Vidal Marco, María Gargallo Udías, Vicente María González Ulldemolins, Gerardo Vallejo Ramón y Francisco Breva Llansola. Mons. José María Cases Deordal, Obispo de la diócesis de Segorbe-Castellón (a la que ahora pertenecía el término de Benicasim), había expresado el 25 de enero de 1984 su opinión favorable, y el 6 de abril nombraría al presbítero Eugenio Messeguer delegado suyo ante la junta, con plenos poderes para "firmar cuantas instancias y documentos sean precisos y nombrar una junta que, bajo su responsabilidad, pueda recaudar los fondos necesarios par ala reconstrucción de la 'Creu del Bartolo'".
Por su parte, el P. Maximiliano Herraiz, en carta del 13 de febrero de 1984, expresó su acuerdo para que la cruz se reconstruyese siempre que fuera "dentro de los límites de nuestra propiedad y respetando los compromisos contraídos con Televisión Española y otros organismos que pudieran estar implicados". Puesto que en la cumbre del Bartolo existía ya el repetidor de Radiotelevisión Española se optó por edificar la nueva cruz en una cumbre algo más baja un poco al sur de la ubicación original. 

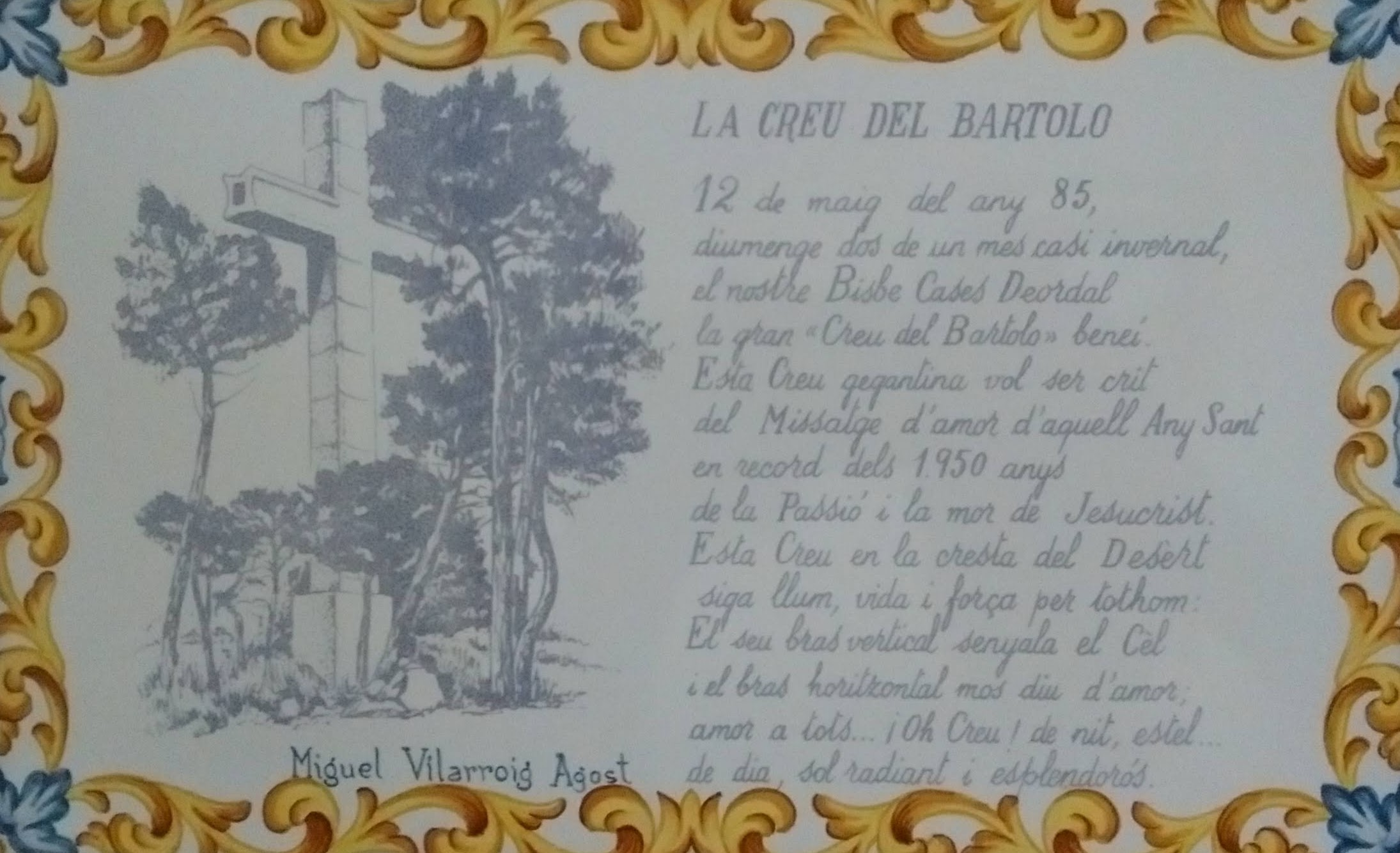
Azulejo conmemorativo de la inauguración, con poesía de D. Joaquín Amorós Garcés, que se entregó personalmente a cada miembro de la Junta Gestora

El domingo 13 de mayo de 1984 se congregaron en la cumbre cerca de 400 personas para la ceremonia de colocación de la primera piedra. A las once el P. Maximiliano Herraiz bendecía la primera piedra acompañado por el P. Eugenio Meseguer. Junto a la primera piedra se enterró un arcón con una colección de monedas corrientes, una copia del acta de bendición, una fotografía y una pieza de la primera Cruz del Bartolo, y un ejemplar de varios periódicos y boletines.
En los meses precedentes y que siguieron se trabajó en la recaudación de fondos, y pronto se consiguieron 10.386.172 pesetas. El presupuesto era de 8.4444.817 pesetas. La cruz se compondría de un pedestal de hormigón armado y de 17 cubos prefabricados del mismo material. Entre el 28 de mayo hasta el 6 de junio la empresa Luis Batalla S.A. hizo los trabajos de cimentación y construyó el pedestal. Entre el 25 de marzo y el 3 de abril de 1985 Ingeniería Flors montó los módulos que previamente había fabricado. Estos módulos se subían uno a uno, sobre un camión, por una carretera de difícil maniobra, uno de los chofer que transportó varios de esos módulos, fue Alberto Martínez Gomez.
El domingo 12 de mayo Mons. José María Cases Deordal bendijo e inauguró la nueva Cruz del Bartolo.